# Commissione Delors II
La Commissione Delors II è stata la Commissione Europea in carica dal gennaio 1989 al gennaio 1993.
Fu la commissione che gestì in particolare l'elaborazione del Trattato di Maastricht e l'istituzione dell'Unione europea. In vista dell'entrata in vigore del Trattato venne sostituita da una nuova commissione, la Commissione Delors III.

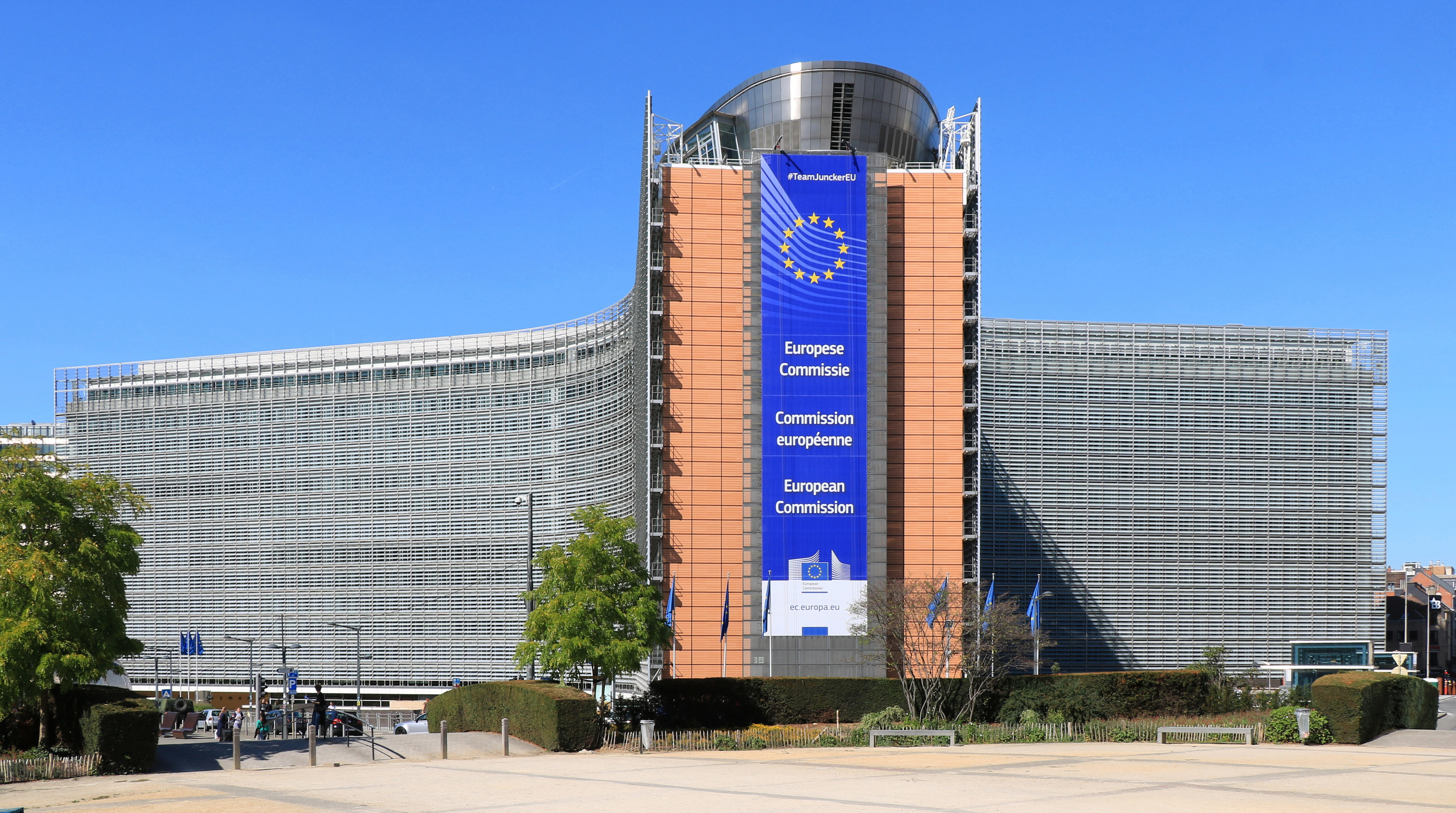
Palazzo Berlaymont, sede della Commissione europea

## Presidente
- Jacques Delors ( Francia) — Partito del Socialismo Europeo

Delors era già in carica dal 1985, venne riconfermato per un secondo mandato.

### Composizione politica
- Sinistra / Socialisti: 6 membri
- Destra / Sovranisti: 1 membro
- Popolari/Conservatori:5 membri
- Liberali: 4 membri
- Indipendenti: 1 membro

## Componenti della Commissione
Legenda:   [     ] Sinistra/Socialisti - [     ] Popolari/Conservatori- [     ] Liberali - [     ] Destra/Sovranisti
| Commissario             | Nazionalità    | Incarico       | Competenze                                                                                     | Partito nazionale | Gruppo/Partito europeo               |
| ----------------------- | -------------- | -------------- | ---------------------------------------------------------------------------------------------- | ----------------- | ------------------------------------ |
| Jacques Delors          | Francia        | Presidente     | Affari Monetari                                                                                | PS                | Socialisti                           |
| Frans Andriessen        | Paesi Bassi    | Vicepresidente | - Relazioni Esterne - Commercio                                                                | CDA               | Partito Popolare Europeo             |
| Henning Christophersen  | Danimarca      | Vicepresidente | Affari Economici e Finanziari                                                                  | Venstre           | Liberali, democratici e riformatori  |
| Manuel Marin            | Spagna         | Vicepresidente | - Cooperazione e Sviluppo - Pesca                                                              | PSOE              | Socialisti                           |
| Filippo Maria Pandolfi  | Italia         | Vicepresidente | - Scienza, Ricerca e Sviluppo - Telecomunicazioni, Tecnologia dell'Informazione e Innovazione  | DC                | Partito Popolare Europeo             |
| Martin Bangemann        | Germania Ovest | Vicepresidente | - Mercato Interno - Affari Industriali - Relazioni con il Parlamento                           | FDP               | Liberali, democratici e riformatori  |
| Leon Brittan            | Regno Unito    | Vicepresidente | - Concorrenza - Istituzioni Finanziarie                                                        | Conservative      | Democratici/Partito Popolare Europeo |
| Carlo Ripa di Meana     | Italia         | Commissario    | Ambiente, Sicurezza Nucleare e Protezione Civile                                               | PSI               | Socialisti                           |
| Antonio Cardoso e Cunha | Portogallo     | Commissario    | - Personale, Amministrazione e Traduzione - Energia - Piccole Aziende e Turismo                | PSD               | Liberali, democratici e riformatori  |
| Abel Matutes            | Spagna         | Commissario    | - Politica Mediterranea - Relazioni con l'America Latina - Rapporti Nord-Sud del mondo         | PP                | Partito Popolare Europeo             |
| Peter Schmidhuber       | Germania Ovest | Commissario    | Bilancio e Controllo Finanziario                                                               | CSU               | Partito Popolare Europeo             |
| Christiane Scrivener    | Francia        | Commissario    | Fiscalità e Unione Doganale                                                                    | UDF               | Liberali, democratici e riformatori  |
| Bruce Millan            | Regno Unito    | Commissario    | Politiche Regionali                                                                            | Labour            | Socialisti                           |
| Jean Dondelinger        | Lussemburgo    | Commissario    | - Settore Audiovisivo, Informazione e Comunicazione - Affari Culturali                         | indipendente      | indipendente                         |
| Ray MacSharry           | Irlanda        | Commissario    | Agricoltura e Sviluppo Rurale                                                                  | Fianna Fáil       | Alleanza Democratica Europea         |
| Karel van Miert         | Belgio         | Commissario    | - Trasporti - Credito ed Investimenti - Tutela dei Consumatori                                 | PS                | Socialisti                           |
| Vasso Papandreou        | Grecia         | Commissario    | - Occupazione, Relazioni Industriali e Affari Sociali - Risorse Umane, Istruzione e Formazione | PASOK             | Socialisti                           |